# Amblyseius channabasavannai
Amblyseius channabasavannai är en spindeldjursart som beskrevs av Gupta och Daniel 1978. Amblyseius channabasavannai ingår i släktet Amblyseius och familjen Phytoseiidae. Inga underarter finns listade i Catalogue of Life.